# Psammotropha
Psammotropha là một chi gồm các loài thực vật có hoa nằm trong họ Molluginaceae, được Christian Friedrich Ecklon và Carl Ludwig Philip Zeyher mô tả đầu tiên năm 1836.
Psammotropha khác với các thành viên khác của họ Molluginaceae ở chỗ bầu nhụy của nó có 3–5 lá noãn, mỗi lá với 1 noãn.

## Các loài
Chi này bao gồm 11 loài chủ yếu phân bố ở Nam Phi, nhưng Psammotropha myriantha lại có phân bố rộng hơn, trải dài tới miền nam Tanzania. Danh sách dưới đây lấy theo danh sách loài của The Plant List,:
- Psammotropha alternifolia Killick, 1954
- Psammotropha anguina Compton, 1940
- Psammotropha diffusa Adamson, 1958
- Psammotropha frigida Schltr., 1896
- Psammotropha marginata Druce, 1917 (đồng nghĩa: P. parvifolia Eckl. & Zeyh., 1836)
- Psammotropha mucronata (Thunb.) Fenzl, 1840
  - Psammotropha mucronata var marginata (Fenzl) Adamson, 1958
- Psammotropha myriantha Sond., 1860
- Psammotropha obovata Adamson, 1958
- Psammotropha obtusa Adamson, 1958
- Psammotropha quadrangularis (L.f.) Fenzl, 1840
- Psammotropha spicata Adamson, 1958